# Payback (2023)
Payback 2023 là sự kiện phát trực tiếp và trả tiền cho mỗi lần xem đấu vật chuyên nghiệp (PPV) lần thứ bảy do WWE sản xuất. Nó được tổ chức cho các đô vật từ bộ phận thương hiệu Raw và SmackDown. Sự kiện diễn ra vào Ngày Lao động vào Thứ Bảy, ngày 2 tháng 9 năm 2023, tại PPG Paints Arena ở Pittsburgh, Pennsylvania. Nó cũng đánh dấu sự kiện Payback đầu tiên được tổ chức vào Thứ Bảy và tháng 9.
Sự kiện phát trực tiếp trên Peacock ở Hoa Kỳ và Binge ở Úc. Đây là sự kiện phát trực tiếp và PPV đầu tiên của WWE được tổ chức tại Pittsburgh kể từ Extreme Rules vào tháng 7 năm 2018, diễn ra tại cùng nhà thi đấu. Chủ đề của sự kiện là các đô vật tìm cách trả thù đối thủ của họ. John Cena là người chủ trì sự kiện. Sáu trận đấu đã được diễn ra tại sự kiện này. Trong trận đấu tâm điểm, Seth "Freakin" Rollins đã đánh bại Shinsuke Nakamura để giữ đai World Heavyweight Championship của Raw. Sự kiện này cũng có sự trở lại của Jey Uso, người đã "rời" WWE vài tuần trước sự kiện và được chuyển sang Raw khi trở lại.

## Tổ chức
| Vai trò                          | Tên                               |
| -------------------------------- | --------------------------------- |
| Bình luận viên tiếng Anh         | Michael Cole                      |
| Bình luận viên tiếng Anh         | Corey Graves                      |
| Bình luận viên tiếng Tây Ban Nha | Marcelo Rodriguez                 |
| Bình luận viên tiếng Tây Ban Nha | Jerry Soto                        |
| Thông báo viên sàn đấu           | Mike Rome (SmackDown)             |
| Thông báo viên sàn đấu           | Samantha Irvin (Raw)              |
| Trọng tài                        | Danilo Anfibio                    |
| Trọng tài                        | Jason Ayers                       |
| Trọng tài                        | John Cena (LA Knight vs. The Miz) |
| Trọng tài                        | Daphanie LaShaunn                 |
| Trọng tài                        | Chad Patton                       |
| Trọng tài                        | Rod Zapata                        |
| Người phỏng vấn                  | Cathy Kelley                      |
| Người phỏng vấn                  | John Cena                         |
| Người điều khiển trước trận đấu  | Kayla Braxton                     |
| Người điều khiển trước trận đấu  | Jackie Redmond                    |
| Người điều khiển trước trận đấu  | Peter Rosenberg                   |
| Người điều khiển trước trận đấu  | Booker T                          |
| Người điều khiển trước trận đấu  | Wade Barrett                      |

### Kick-off
Trong buổi chiếu Kickoff, đã có thông báo rằng John Cena sẽ là trọng tài khách mời đặc biệt cho trận đấu giữa LA Knight và The Miz, bên cạnh nhiệm vụ dẫn chương trình cho sự kiện này.

### Các trận đấu sơ bộ
Trish Stratus đối đầu với Becky Lynch. Trong trận đấu, Becky Lynch đã thực hiện động tác superplex trên dây. Zoey Stark can thiệp để tạo đà cho Stratus. Becky đã đánh trả và đánh cú Manhandle Slam vào Stratus để giành chiến thắng. Stratus đã mắng mỏ Zoey sau trận đấu.
Trận đấu tiếp theo có sự góp mặt của John Cena với tư cách là trọng tài khách mời đặc biệt, LA Knight đã thực hiện một cú body slam vào Miz. Miz đã đánh cú codebreaker trong trận đấu. Miz tung cú DDT. Miz sau đó thực hiện cú Skull Crushing Finale và five-knuckle shuffle của mình. Cuối cùng, LA Knight tung đòn BFT (Blunt Force Trauma) để giành chiến thắng.
Rey Mysterio đối đầu với Austin Theory. Đầu trận đấu, Theory tung cú clothesline Rey. Theory tung cú suplex vào Rey. Rey sau đó thực hiện cú moonsault trên dây vào Theory. Theory đã bỏ lỡ cú A-Town Down. Rey tung cú 619 vào Theory. Cuối cùng, cú A-Town Down của Theory đã bị phản tác dụng và Rey bằng chiến thắng. Sau trận đấu, Rey đã ăn mừng với LWO.

### Trận đấu tâm điểm
Trong trận đấu tranh đai Undisputed WWE Tag Team Championship, vũ khí nhanh chóng được rút ra. Balor dùng ghế đánh Owens. Cuộc chiến sau đó diễn ra vào đám đông. The Judgment Day đã can thiệp. Sami Zayn bối rối đẩy Balor vào góc. Priest ném thùng rác vào đầu Sami. JD McDonagh bước vào để ngăn Sami lại. Rhea Ripley cũng can thiệp. Dominik đã can thiệp để mang lại chiến thắng cho Balor và Priest.
Trận đấu giữa Rhea Ripley và Raquel Rodriguez đã xảy ra tình trạng xô đẩy. Sau đó, Rodriguez trúng vào Prism Trap. Rodriguez tung cú powerlam. Dominik Mysterio đã can thiệp và điều đó đã giúp Ripley giữ được danh hiệu của mình.
Trong trận đấu cuối cùng, Nakamura đối đầu Rollins. Rollins tung cú suicide dive vào Nakamura. Nakamura dùng đầu gối húc vào góc sàn thi đấu. Nakamura đã thực hiện một cú trượt German suplex. Nakamura tung cú đá Kinshasa vào Rollins. Rollins bất ngờ tung cú stomp để giành chiến thắng.

## Kết quả
| #                                           | Kết quả                                                                                                | Thể loại                                                                        | Thời gian |
| ------------------------------------------- | --- | ------------------------------------------------------------------------------- | --------- |
| 1                                           | Becky Lynch đánh bại Trish Stratus bằng đòn kết liễu                                                   | Trận đấu Steel Cage                                                             | 20:00     |
| 2                                           | LA Knight đánh bại The Miz bằng đòn kết liễu                                                           | Trận đấu đơn John Cena tham gia với tư cách khách mời trọng tài.                | 15:45     |
| 3                                           | Rey Mysterio (c) đánh bại Austin Theory bằng đòn kết liễu                                              | Trận đấu đơn tranh đai WWE United States Championship                           | 9:45      |
| 4                                           | The Judgment Day (Finn Bálor và Damian Priest) đánh bại Kevin Owens và Sami Zayn (c) bằng đòn kết liễu | Trận đấu Steel City Street Fight tranh đai Undisputed WWE Tag Team Championship | 20:45     |
| 5                                           | Rhea Ripley (c) đánh bại Raquel Rodriguez bằng đòn kết liễu                                            | Trận đấu đơn tranh đai Women's World Championship                               | 17:20     |
| 6                                           | Seth "Freakin" Rollins (c) đánh bại Shinsuke Nakamura bằng đòn kết liễu                                | Trận đấu đơn tranh đai World Heavyweight Championship                           | 26:05     |
| - (c) – chỉ người vô địch bước vào trận đấu | |                                                                                 |           |